# Анантапур (місто)
Анантапу́р (англ. Anantapur) — місто в індійському штаті Андхра-Прадеш. Є адміністративним центром однойменного округу.